# ستيف مالوفيتش
ستيف مالوفيتش (بالإنجليزية: Steve Malovic)‏ مواليد 21 يوليو 1956 في كليفلاند - الوفاة 13 أبريل 2007، كان لاعب كرة سلة أمريكي. بدأ مسيرته الاحترافية في سنة 1979. تم اختياره من قبل فريق فينيكس صنز خلال الدرافت. بلغ طوله 6 قدم 10 بوصة (2.1 م). اعتزل اللعب في 1996.

## المسيرة الاحترافية
لعب مع واشنطن ويزاردز في سنة 1979، ثم لعب مع لوس أنجلوس كليبرز في موسم 1979–1980، ثم لعب مع ديترويت بيستونز في سنة 1980، ثم لعب مع ريال مدريد لكرة السلة في الدوري الإسباني في سنة 1981، ثم لعب مع فيولا ريدجو كالابريا في الدوري الإيطالي في موسم 1985–1986.

## روابط خارجية
- ستيف مالوفيتش على موقع إن بي أي (الإنجليزية)
- ستيف مالوفيتش على موقع سبورتس رفرنس (الإنجليزية)
- ستيف مالوفيتش على موقع كلية كرة السلة في سبورتس رفرنس.كوم (الإنجليزية)
- ستيف مالوفيتش على موقع ريلجم (الإنجليزية)
- ستيف مالوفيتش على موقع بروبوليرز (الإنجليزية)